# Eleição municipal de Cametá em 2020
A eleição municipal da cidade de Cametá em 2020 ocorrerá no dia 15 de novembro (primeiro turno), com o objetivo de eleger um prefeito, um vice-prefeito e 15 vereadores responsáveis pela administração da cidade. O processo eleitoral de 2020 está marcado pela sucessão para o cargo ocupado pelo atual prefeito Waldoli Valente, do Partido Social Cristão (PSC), que está apto a disputar a reeleição.

## Contexto político e pandemia
As eleições municipais de 2020 estão sendo marcadas, antes mesmo de iniciada a campanha oficial, pela pandemia do coronavírus SARS-CoV-2 (causador da COVID-19), o que está fazendo com que os partidos remodelem suas metodologias de pré-campanha. O Tribunal Superior Eleitoral (TSE) autorizou os partidos a realizarem as convenções para escolha de candidatos aos escrutínios por meio de plataformas digitais de transmissão, para evitar aglomerações que possam proliferar o vírus. Alguns partidos recorreram a mídias digitais para lançar suas pré-candidaturas.
Além disso, a partir deste pleito, será colocada em prática a Emenda Constitucional 97/2017, que proíbe a celebração de coligações partidárias para as eleições legislativas, o que pode gerar um inchaço de candidatos ao legislativo. Conforme reportagem publicada pelo jornal Brasil de Fato em 11 de fevereiro de 2020, o país poderá ultrapassar a marca de 1 milhão de candidatos a prefeito, vice-prefeito e vereador neste escrutínio, o que não seria necessariamente bom, na opinião do professor Carlos Machado, da UnB (Universidade de Brasília): “Temos o hábito de criticar de forma intensa a coligação partidária, sem parar para refletir sobre os elementos positivos dela. O número de candidatos que um partido pode apresentar numa eleição, varia se ele estiver dentro de uma coligação, porque quando os partidos participam de uma coligação, eles são considerados como um único partido", afirmou Machado na reportagem.

## Candidatos
| Nº | Prefeito(a)  | Prefeito(a)     | Prefeito(a) | Prefeito(a)                                                  | Vice-Prefeito(a) | Vice-Prefeito(a) | Vice-Prefeito(a)        | Vice-Prefeito(a) | Vice-Prefeito(a)                      | Coligação Partido(s)                                                             | Tempo do horário eleitoral | Ref.                                    |
| Nº | Candidato(a) | Candidato(a)    | Partido     | Cargos relevantes                                            | Candidato(a)     | Candidato(a)     | Candidato(a)            | Partido          | Cargos relevantes                     | Coligação Partido(s)                                                             | Tempo do horário eleitoral | Ref.                                    |
| -- | ------------ | --------------- | ----------- | ------------------------------------------------------------ | ---------------- | ---------------- | ----------------------- | ---------------- | ------------------------------------- | -------------------------------------------------------------------------------- | -------------------------- | --------------------------------------- |
| 13 |              | Cleidinho Teles | PT          | - Vereador de Cametá (2013–2020)                             |                  |                  | Benedito Pompeu         | PSD              | - Vice-Prefeito de Cametá (2009-2012) | Cuidando de Cametá de ponta a ponta - Partido Republicano da Ordem Social (PROS) | 3 minutos e 18 segundos    | [ 4 ] [ 5 ]                             |
| 15 |              | Victor Cassiano | MDB         | - Diretor do Hospital Regional de Cametá (2019–2020)         |                  |                  | Ênio de Carvalho        | PTB              | - Vereador de Cametá (2017–2020)      | Cametá pra frente com a força do povo - Partido Comunista do Brasil (PCdoB)      | 2 minutos e 42 segundos    | [ 6 ] [ 7 ]                             |
| 20 |              | Waldoli Valente | PSC         | - Prefeito de Cametá (1983 - 1988, 2005 - 2012, 2017 - 2020) |                  |                  | José Domingos Fernandes | PP               | - Professor de Ensino Superior        | Cametá no rumo certo - Partido Democrático Trabalhista (PDT)                     | 4 minutos                  | [ 8 ] [ 9 ] [ 10 ] [ 11 ] [ 12 ] [ 13 ] |

## Resultados

### Prefeito
| Candidato(a)           | Candidato(a)           | Vice                         | 1º turno 15 de novembro de 2020 | 1º turno 15 de novembro de 2020 |
| Candidato(a)           | Candidato(a)           | Vice                         | Total                           | Porcentagem                     |
| ---------------------- | ---------------------- | ---------------------------- | ------------------------------- | ------------------------------- |
|                        | Victor Cassiano (MDB)  | Ênio de Carvalho (PTB)       | 35.722                          | 46,61%                          |
|                        | Waldoli Valente (PSC)  | José Domingos Fernandes (PP) | 26.411                          | 34,46%                          |
|                        | Cleidinho Teles (PT)   | Benedito Pompeu (PROS)       | 14.499                          | 18,92%                          |
| Total de votos válidos | Total de votos válidos | Total de votos válidos       | 50.221                          | 65,54%                          |
| → Votos em branco      | → Votos em branco      | → Votos em branco            | 636                             | 0,80%                           |
| → Votos nulos          | → Votos nulos          | → Votos nulos                | 1.945                           | 2,46%                           |
| Total de votos         | Total de votos         | Total de votos               | 79.213                          | 85,02%                          |
| Abstenções             | Abstenções             | Abstenções                   | 13.953                          | 14,98%                          |
| Total de inscritos     | Total de inscritos     | Total de inscritos           | 93.166                          | 100%                            |

### Vereadores
PSC: 3
  MDB: 3
  PT: 3
  PSB: 2
  PSD: 2
  PCdoB: 1
  PODE: 1

| Vereadores           | Partido | Votação | Percentual | Cidade onde nasceu | Unidade federativa |
| Manoel Alvim         | PSC     | 2.522   | 3,27%      | Cametá             | Pará               |
| Emerson Oca          | PCdoB   | 2.410   | 3,13%      | Cametá             | Pará               |
| Ricardo Gonçalves    | PSB     | 2.106   | 2,74%      | Cametá             | Pará               |
| Manoel Assis         | PT      | 1.827   | 2,38%      | Cametá             | Pará               |
| Ivan Tavares         | PT      | 1.645   | 2,14%      | Cametá             | Pará               |
| Wanderléia Camarinha | MDB     | 1.632   | 2,12%      | Cametá             | Pará               |
| Rony Fernandes       | PSC     | 1.550   | 2,02%      | Cametá             | Pará               |
| Odimar Valente       | PSC     | 1.477   | 1,92%      | Cametá             | Pará               |
| Romário Pompeu       | MDB     | 1.472   | 1,91%      | Cametá             | Pará               |
| João Paulo Nunes     | MDB     | 1.417   | 1,84%      | Cametá             | Pará               |
| Bitinho Siqueira     | PT      | 1.349   | 1,75%      | Cametá             | Pará               |
| Hélio Leão           | PSD     | 1.215   | 1,58%      | Cametá             | Pará               |
| Rafa Santos          | PODE    | 1.214   | 1,58%      | Cametá             | Pará               |
| Byco Santos          | PSD     | 1.125   | 1,46%      | Cametá             | Pará               |
| Amilton Trindade     | PSB     | 1.113   | 1,45%      | Cametá             | Pará               |